# 衢州轨道交通
衢州轨道交通为中华人民共和国浙江省衢州市规划的轨道交通，目前已开展前期规划以及项目招标工作。

## 历史
在2011年，衢州市有关部门编制的《衢州城市综合交通规划》中，即提出了在远期建设3条总长度为51千米的城市轨道交通线路，以应对城市发展。在第一版规划中，1号线承担城市南北方向客流，2号线承担城市东西方向客流，3号线则承担东南-西北向客流。但由于衢州市财政收入并不符合国家发改委所要求的建设城市轨道交通（包括地铁、轻轨）的门槛，因此该规划长期停留在纸面上，并未有相应落实。
2019年7月，衢州市铁路轨道交通建设管理中心挂牌成立，组织开展铁路与轨道交通项目预可行性研究、可行性研究、初步设计等前期工作。2020年11月，衢州市域轨道交通1号线预可研及可行性研究项目进行公开招标。衢州市政府相关部门在接受市民问政时也表示，衢州轨道交通1号线已经列入十四五规划，将在十四五期间开工建设。后由于国家铁路局发布《市域（郊）铁路设计规范》，衢州轨道交通1号线部分技术参数与该规范要求有冲突，故在进行了部分技术性调整后，《衢州市轨道交通线网规划》草案于2021年6月公布。

## 规划线路

### 市域铁路
根据2021年6月发布的《衢州市轨道交通线网规划》，衢州轨道交通拟建设以衢州市区为中心的放射状市域铁路网，市域铁路设计速度120-160km/h，平均站间距不小于3km，并兼顾山地旅游轨道功能。同时，研究利用既有国铁干线网络开行市域列车的功能。
- 淳开线：千岛湖环湖北岸旅游轨道-汾口镇-钱江源-马金溪-根宫佛国，接入衢九铁路开化站。[7]

- 江廿线：江山市区-江郎山-仙霞岭-廿八都-浮盖山，串联江山主要的旅游景点，接入国铁江山站。[7]

- 六春湖线：龙游境内南北旅游轨道，连接龙游北站、龙游站、龙游南站与姜席堰、六春湖等主要旅游景区。[7]

### 城市轨道
衢州轨道交通市区轨道规划则建立城区两条十字通勤轨道，郊区南北两条旅游轨道，线网总长度约128km，其中城区通勤线约67km，郊区旅游线约61km。
- 1号线：连接衢州西站与衢州站两大国铁综合枢纽，沟通智慧新城、老城区、衢化与烂柯山风景区，线路长度约21km；同时设1号线支线，连接衢州火车站、东港中心与衢江中心，线路长度14km。[7]

- 2号线：连接智慧新城、老城区、老机场片区、衢江区，并延伸至规划中的莲花新机场，线路长度32km。[7]

- 3号线：连接城区西北的奥陶纪公园与灵鹫山森林公园，线路长度32km 。[7]

- 4号线：由烂柯山引出，连接天脊龙门景区，线路长度29km。[7]

### 与其他轨道交通的联动
衢州轨道交通未来计划远期与金华轨道交通系统中规划的金华-龙游线贯通运行，从而实现浙中城市群轨道交通的联动。。

## 使用设备
根据衢州市发展改革委微信公众号消息，衢州轨道交通一号线的车辆设备将由位于龙游的中车株洲电力机车有限公司衢州分公司制造，总投资约69.3亿元。